# За Боснію і Герцеговину (партія)
Партія за Боснію і Герцеговину (босн. Stranka za Bosnu i Hercegovinu) — ліберально-консервативна партія в Боснії і Герцеговині, яку очолює Харіс Сілайджич та має підтримку переважно етнічних босняків.

## Історія
Партію було засновано 1996 року. Вона виступає за ревізію Дейтонських угод і централізацію Боснії і Герцеговини. Партія позиціонує себе як багатоетнічну, демократичну й таку, що стоїть вище за розподіл за ознаками «ліва — центристська — права».
На останніх парламентських виборах 3 жовтня 2010 року партія здобула 86 586 голосів і 2 депутатських мандати в Палаті представників Парламентської Скупщини — 73 946 (7,25 %) голосів і 2 мандати у Федерації Боснії і Герцеговини й 12 640 (2,03 %) і 0 мандатів у Республіці Сербській. На президентських виборах, що відбулись одночасно, лідер партії Харіс Сілайджич посів третє місце за боснійським списком, здобувши 117 168 (25,1 %) голосів.